# Districtul Mueang Nakhon Ratchasima
Mueang Nakhon Ratchasima (în thailandeză อำเภอเมืองนครราชสีมา) este un district (Amphoe) din provincia Nakhon Ratchasima, Thailanda, cu o populație de 454.647 de locuitori și o suprafață de 755,6 km².

## Componență
Districtul este subdivizat în 25 de subdistricte (tambon), cu 27 de administrații locale.
|     | Local Admin. Unit         | Tip          | Subdistricte       | Populație (2010) | Suprafață (km²) | Distanță până la oficiul districtului(km.) | Densitate (loc./km²) | House Hold (unit) |
| --- | ------------------------- | ------------ | ------------------ | ---------------- | --------------- | ------------------------------------------ | -------------------- | ----------------- |
| 1.  | City of Nakhon Ratchasima | Municipality | Nai Mueang, Ban Ko | 141,714          | 37.50           | 1.3                                        | 3,779                | 61,184            |
| 2.  | Pho Klang                 | Municipality | Pho Klang          | 25,632           | 55.23           | 8.5                                        | 464                  | 10,121            |
| 3.  | Hua Thale                 | Municipality | Hua Thale          | 24,587           | 15.59           | 8                                          | 1,577                | 10,404            |
| 4.  | Nong Phai Lom             | Municipality | Nong Phai Lom      | 19,744           | 17.89           | 3                                          | 1,104                | 10,285            |
| 5.  | Cho Ho                    | Municipality | Cho Ho, Ban Ko     | 15,239           | 9.50            | 8                                          | 1,604                | 7,428             |
| 6.  | Mueang Mai Khok Kruat     | Municipality | Khok Kruat         | 12,576           | 64.17           | 13                                         | 193                  | 4,671             |
| 7.  | Khok Sung                 | Municipality | Khok Sung          | 9,758            | 30.56           | 15                                         | 302                  | 3,098             |
| 8.  | Paru Yai                  | Municipality | Paru Yai           | 9,365            | 16.63           | 11                                         | 601                  | 3,939             |
| 9.  | Khok Kruat                | Municipality | Khok Kruat         | 7,160            | 3.00            | 18                                         | 2,387                | 2,951             |
| 10. | Nong Khai Nam             | Municipality | Nong Khai Nam      | 5,835            | 43.44           | 19                                         | 134                  | 1,434             |

And 17 Subdistrict Administrative Organization (SAO) - Ban Ko, Ban Mai, Ban Pho, Chai Mongkhon, Cho Ho, Maroeng, Muen Wai, Nong Bua Sala, Nong Chabok, Nong Krathum, Nong Rawiang, Phanao, Phon Krang,  Putsa, Si Num, Suranaree and Talat responsible for the non-municipal areas.
|     | Local Admin. Unit | Tip | Subdistricte  | Populație (2010) | Suprafață (km²) | Distanță până la oficiiul districtului(km.) | Densitate (loc./km²) | House Hold (unit) |
| --- | ----------------- | --- | ------------- | ---------------- | --------------- | ------------------------------------------- | -------------------- | ----------------- |
| 1.  | Ban Mai           | SAO | Ban Mai       | 17,544           | 19.55           | 8                                           | 897                  | 5,934             |
| 2.  | Nong Bua Sala     | SAO | Nong Bua Sala | 17,155           | 36.61           | 10                                          | 468                  | 9,177             |
| 3.  | Suranaree         | SAO | Suranaree     | 16,070           | 49.90           | 15                                          | 322                  | 7,299             |
| 4.  | Cho Ho            | SAO | Cho Ho        | 12,447           | 26.97           | 12.5                                        | 462                  | 4,403             |
| 5.  | Nong Chabok       | SAO | Nong Chabok   | 11,637           | 23.56           | 7                                           | 494                  | 4,643             |
| 6.  | Nong Rawiang      | SAO | Nong Rawiang  | 10,828           | 54.77           | 16                                          | 199                  | 3,287             |
| 7.  | Ban Ko            | SAO | Ban Ko        | 10,715           | 11.30           | 6                                           | 948                  | 4,932             |
| 8.  | Muen Wai          | SAO | Muen Wai      | 10,077           | 9.76            | 5                                           | 1,032                | 4,489             |
| 9.  | Putsa             | SAO | Putsa         | 9,512            | 39.46           | 11                                          | 241                  | 2,655             |
| 10. | Ban Pho           | SAO | Ban Pho       | 8,931            | 44.36           | 18                                          | 201                  | 3,096             |
| 11. | Maroeng           | SAO | Maroeng       | 7,063            | 10.25           | 10.5                                        | 689                  | 2,239             |
| 12. | Nong Krathum      | SAO | Nong Krathum  | 6,957            | 18.50           | 8                                           | 376                  | 2,978             |
| 13. | Chai Mongkhon     | SAO | Chai Mongkhon | 6,738            | 60.18           | 18                                          | 112                  | 2,645             |
| 14. | Si Mum            | SAO | Si Mum        | 6,301            | 15.0            | 15                                          | 420                  | 1,812             |
| 15. | Tatat             | SAO | Talat         | 6,187            | 22.20           | 15                                          | 279                  | 2,448             |
| 16. | Phanao            | SAO | Phanao        | 4,872            | 18.16           | 9                                           | 268.28               | 1,407             |
| 17. | Phon Krang        | SAO | Phon Krang    | 4,796            | 18.65           | 17                                          | 257                  | 1,103             |